# Alpiner Einhof

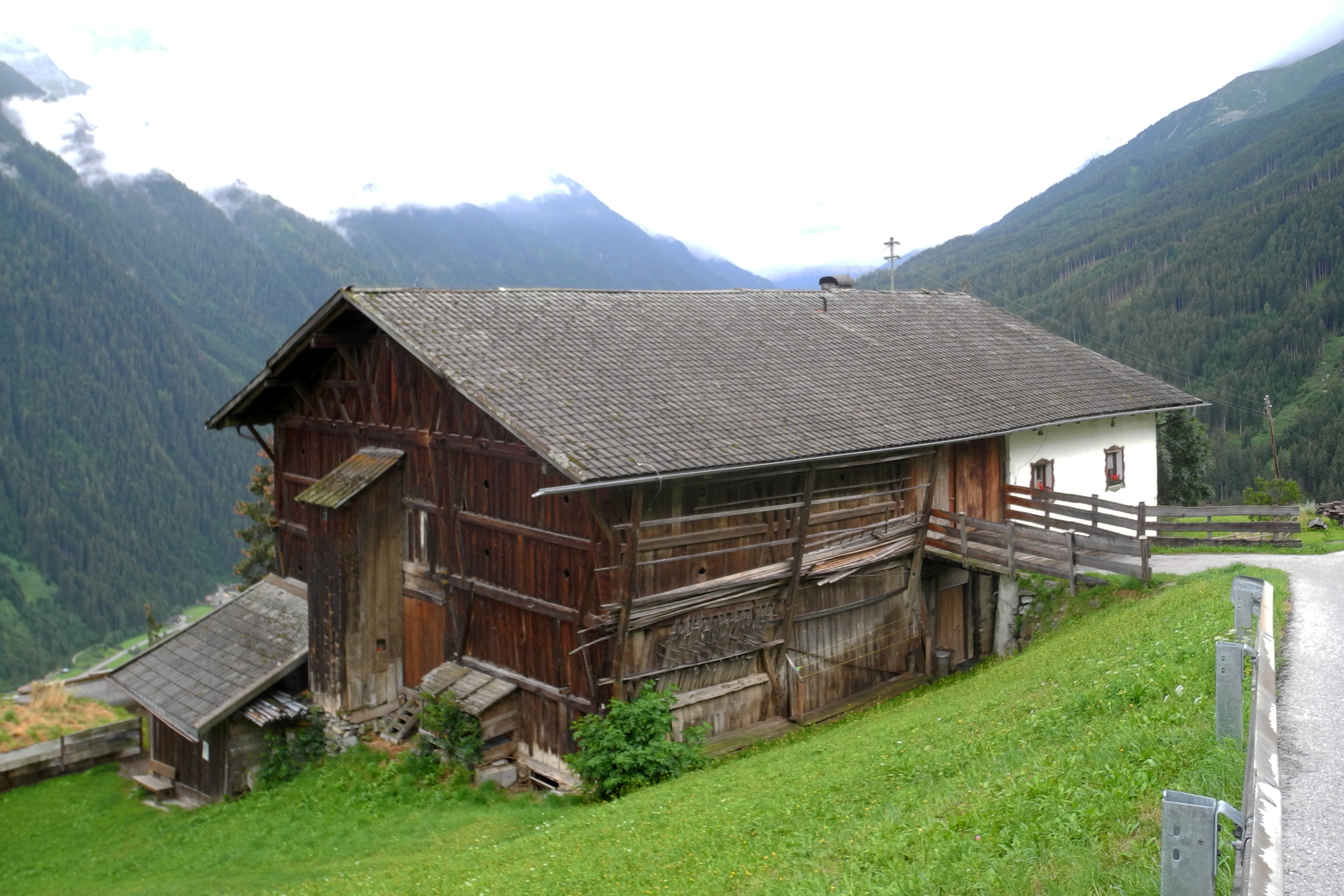
Quergeteilter Einhof im Stubaital mit gemauertem Wohnteil und gezimmertem Wirtschaftsteil

Ein Bauernhof, bei dem alle Teile in einem Gebäude untergebracht sind, wird im Alpenraum und dort vor allem in Österreich als Einhof bezeichnet, allgemein aber als Eindachhof oder Einfirsthof.
Einhöfe finden sich am Alpennordrand, beginnend in Oberösterreich, und sind sehr verbreitet im Westen Österreichs, insbesondere im Wipptal beiderseits des Brenners, sowie im Süden Oberbayerns und Bayerisch-Schwabens. Ein Einhof ist meist mehrgeschossig und von Beginn an so konzipiert, seltener wurde ein Einhof in mehreren Bauphasen errichtet. Solche sekundären Einhöfe sind jedoch für das Engadin typisch. 
Direkt an den Wohntrakt schließen die Stallungen an, beim Mittertennhof befindet sich dazwischen aber noch eine Tenne. Meist ist das untere Geschoss gemauert und das Obergeschoss aus Holz gefertigt. Markant sind auch die großzügig ausgebauten Dächer.
In Bayern und Schwaben sind die Höfe dagegen zumindest ursprünglich als reine Holzbauten errichtet, je nach Gegend als Blockbau oder Fachwerkbau (Ständerbau). Ein Beispiel hierfür ist das Bregenzerwälderhaus.